# Afera „Żelazo”
Afera Żelazo wybuchła w połowie lat 80. XX wieku po ujawnieniu tajnej akcji I Departamentu Ministerstwa Spraw Wewnętrznych PRL. Operacja została przeprowadzona przez I Departament w czasach, kiedy jego dyrektorem był Mirosław Milewski.
Akcja o kryptonimie „Żelazo” przeprowadzona została w latach 70. XX wieku w Zachodniej Europie. Polegała na przeniknięciu przez współpracowników polskiego wywiadu do struktur przestępczych. Poprzez przestępczą działalność (napady rabunkowe, kradzieże, a nawet morderstwa – w jednej z takich akcji zginął francuski policjant, zaś w 1972 roku szwajcarski bankier) gangsterzy, współpracownicy wywiadu, zdobywali pieniądze, złoto (stąd kryptonim akcji), dzieła sztuki, a także samochody. Natomiast same morderstwa nie miały być zamierzone, w przeciwieństwie do likwidacji celów, zlecanych Kazimierzowi Janoszowi przez wywiad i prawdopodobnie GRU lub Drugi Zarząd Główny Komitetu Bezpieczeństwa Państwowego. Jednak Kazimierz Janosz miał odmówić likwidacji (lub co najmniej pozbawienia paszportu powrotnego do kraju) Adama Michnika, co wiązało się z „Żelazem” poprzez uzyskany przez niego status „sukcesu” akcji.

Była operacja nietypowa, operacja taka, w której »śmierdziało«. Stąd trzeba było mieć zgodę określonego wyższego szczebla. Na ogół ja sobie nie przypominam, żeby poza sprawami jakimiś szczegółowymi, operacjami, żeby sekretarz KC czy premier coś akceptował. Więc widocznie uznana była ta sprawa za tej skali, wagi. Brało się to z tego, że wówczas to zapotrzebowanie na pieniądze było wielkie, i stąd szukało się wszelkich sposobów. - Mirosław Milewski w stenogramie posiedzenia KC PZPR

Plan operacji zakładał, że będzie ona wykorzystywana do finansowania działalności wywiadu PRL. Jednak duża część „łupu” trafiła do rąk oficerów MSW zaangażowanych w akcję i nadzorujących ją z kraju. W budynku Ministerstwa istniał w latach 70. tajny sklepik, w którym można było kupić zrabowane precjoza. Pracownicy MSW obdarowywani byli nimi również w postaci premii do pensji.
Z zeznań generała Milewskiego przed Centralną Komisją Partyjną PZPR, która badała sprawę w 1985 roku, wynika również, że skradzione przedmioty rzekomo zostały częściowo przywłaszczone przez przedstawicieli najwyższych władz PRL (Edwarda Gierka i jego żonę, Jana Szydlaka, Zdzisława Grudnia i innych).
Z „Żelazem” związani byli trzej bracia Janoszowie: Jan, Mieczysław i Kazimierz, którzy prowadzili przestępczą działalność w zamian za zapewnienie bezkarności w PRL oraz udział w zrabowanych łupach.
Osoby związane z aferą „Żelazo” miały kontynuować działalność przestępczą w tzw. gangu młotkarzy.